# Edward I Aviz
Edward I Aviz (ur. 31 października 1391, zm. 9 września 1438) – król Portugalii w latach 1433–1438.
Syn i następca Jana I oraz Filipy Lancaster. Prowadził politykę ekspansji w Afryce Północno-Zachodniej, w 1437 zorganizował ekspedycję, której celem było zdobycie Tangeru i Arzili, wyprawa zakończyła się jednak klęską. Podjął próbę kodyfikacji prawa portugalskiego. Był autorem traktatu politycznego Leal Conselheiro, a także dzieł myśliwskich i wierszy.
W 1428 poślubił Eleonorę Aragońską, córkę króla Ferdynanda I Aragońskiego i Eleonory z Alburquerque. Mieli razem 9 dzieci:
- Jana (październik 1429 – sierpień 1433),
- Filipę (27 listopada 1430 – 24 marca 1439),
- Afonsa V (1432–1481), króla Portugalii,
- Marię (7 grudnia 1432 – 8 grudnia 1432),
- Ferdynanda (1433–1470), księcia Viseu, ojca królowej Eleonory de Viseu i króla Manuela I,
- Eleonorę Aviz (1434–1467), cesarzową niemiecką i żonę Fryderyka III Habsburga,
- Edwarda (ur. i zm. 12 lipca 1435),
- Katarzynę (1436–1463),
- Joannę (1439–1475), królową Kastylii i żonę Henryka IV Bezsilnego, matkę Joanny la Beltraneja.

Edward zmarł w 1438 w czasie zarazy, jego następcą został małoletni syn Alfons.

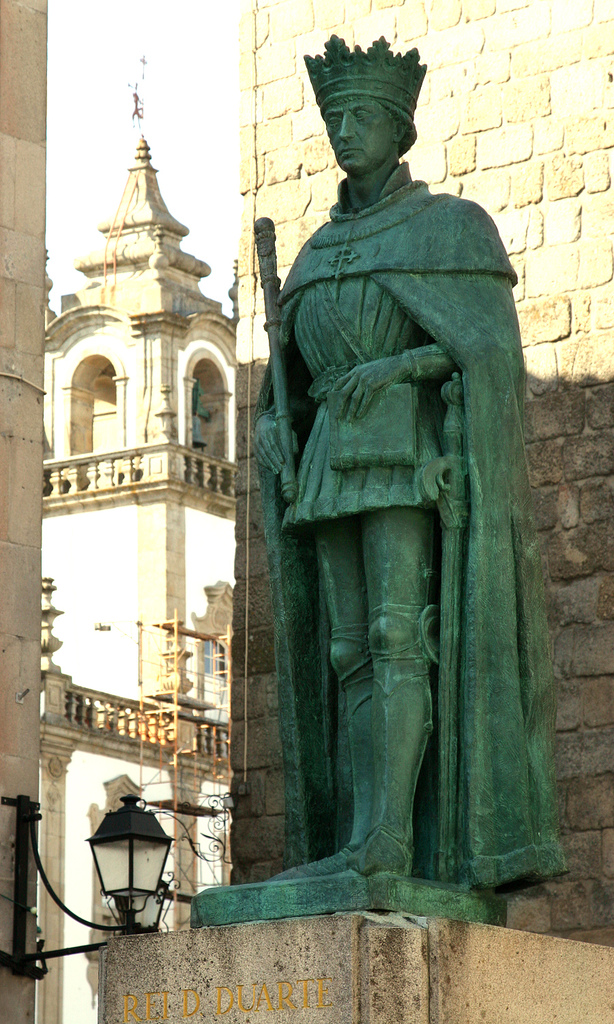
Pomnik Edwarda I Aviz w Viseu